# Erik Hornung
Erik Hornung (Riga, 1933) é um egiptólogo suíço, um dos mais influentes escritores modernos sobre a Religião no Antigo Egito. É professor emérito na Universidade de Basileia.

## Publicações
Tradução do alemão para língua inglesa:
- Conceptions of God in Ancient Egypt, The One and the Many. Ithaca: Cornell University Press, 1982. (Traduzido por John Baines; edição original alemã de 1971)
- The Valley of the Kings: Horizon of Eternity. Ithaca: Cornell University Press, 1990.
- The Tomb of Pharaoh Seti I. Ithaca: Cornell University Press, 1991.
- History of Ancient Egypt. An Introduction. Ithaca: Cornell University Press, 1999.
- Akhenaten and the Religion of Light. Ithaca: Cornell University Press, 1999.
- The Ancient Egyptian Books of the Afterlife. Ithaca: Cornell University Press, 1999.
- The Secret Lore of Egypt. Ithaca: Cornell University Press, 2001.